# Lee Kohlmar
Lee Kohlmar (Eckental, 27 febbraio 1873 – Hollywood, 14 maggio 1946) è stato un attore e regista tedesco.

## Filmografia parziale

### Attore
- Le due orfanelle (Orphans of the Storm), regia di D.W. Griffith (1921)
- Children of Pleasure, regia di Harry Beaumont (1930)
- Ombre e luci (The Sins of the Children), regia di Sam Wood (1930)
- Il delitto di Clara Deane (The Strange Case of Clara Deane), regia di Louis J. Gasnier e Max Marcin (1932)
- L'avventura di Teri (Jewel Robbery), regia di William Dieterle (1932)
- Forgotten, regia di Richard Thorpe (1933)
- La casa dei Rothschild (The House of Rothschild), regia di Alfred L. Werker (1934)
- Ritornerà primavera (One More Spring), regia di Henry King (1935)
- Quando si ama (Break of Hearts), regia di Philip Moeller (1935)

### Regista
- The Cactus Kid (1921) - cortometraggio
- Who Was the Man? (1921) - cortometraggio
- The Wild Wild West (1921) - cortometraggio
- High Heels (1921)